# خالد مهدی
خالد مهدی (عربی: خالد مهدي؛ زاده ۱ فوریهٔ ۱۹۸۷) یک بازیکن فوتبال اهل فلسطین است.
وی همچنین در تیم ملی فوتبال فلسطین بازی کرده است.